# Core Intel
Intel Core és una línia d'unitats de processament central (CPU) d'ordinadors entusiastes per a consumidors, estacions de treball i entusiastes de gamma mitjana comercialitzada per Intel Corporation. Aquests processadors van desplaçar els processadors Pentium de gamma mitjana i alta existents en el moment de la seva introducció, movent el Pentium al nivell d'entrada. Les versions idèntiques o amb més capacitat dels processadors Core també es venen com a processadors Xeon per als mercats de servidors i estacions de trebal.
La línia de processadors Core inclou Intel Core i3, Intel Core i5, Intel Core i7 i Intel Core i9.
El 2023, Intel va anunciar que deixaria el sobrenom "i" de la marca del seu processador, convertint-lo en "Core 3/5/7/9". La companyia també introduiria la marca "Ultra" per als processadors de gamma alta.

## Visió general
Tot i que Intel Core és una marca que no promet cap consistència interna ni continuïtat, els processadors d'aquesta família han estat, en la seva majoria, molt similars.
Els primers productes que van rebre aquesta designació van ser els processadors Core Solo i Core Duo Yonah per a mòbils de l'arbre de disseny Pentium M, fabricats en 65nm i va sortir al mercat el gener del 2006. Aquests són substancialment diferents en disseny que la resta del grup de productes Intel Core, ja que deriven del llinatge Pentium Pro que va ser anterior al Pentium 4.
El primer processador d'escriptori Intel Core (i un membre típic de la família) prové de la iteració Conroe, un disseny de doble nucli de 65nm va llançar-se al mercat el juliol de 2006, basat en la microarquitectura Intel Core amb millores substancials en l'eficiència i el rendiment de la microarquitectura, superant el Pentium 4 a tots els nivells (o a prop d'ell), alhora que funciona a velocitats de rellotge dràsticament més baixes. Des d'aleshores, el manteniment d'instruccions per cicle (IPC) elevades en un motor d'execució fora d'ordre profundament canalitzat i dotat de recursos ha continuat sent un element constant del grup de productes Intel Core.
El nou cop substancial en la microarquitectura va arribar amb la introducció del Processador d'escriptori de 45nm Bloomfield el novembre de 2008 amb l'arquitectura Nehalem, el principal avantatge del qual provenia dels sistemes d'E/S i memòria redissenyats que inclouen la nova interconnexió Intel QuickPath i un controlador de memòria integrat que suporta fins a tres canals de memòria DDR3.
Les millores de rendiment posteriors han tendit a fer addicions en lloc de canvis profunds, com ara afegir les extensions del conjunt d'instruccions d'Extensions vectorials avançades a Sandy Bridge, publicades per primera vegada el 32. nm el gener de 2011. El temps també ha millorat el suport per a la virtualització i una tendència cap a nivells més alts d'integració del sistema i funcionalitat de gestió (i juntament amb això, un augment del rendiment) a través de l'evolució contínua d'instal·lacions com Intel Active Management Technology.
Des del 2019, la marca Core es basa en quatre línies de productes, que consisteixen en el nivell d'entrada i3, el mainstream i5, el high-end i7 i el "entusiasta" i9. El 2023, Intel va anunciar que deixaria el sobrenom "i" de la marca del seu processador, convertint-lo en "Core 3/5/7/9". La companyia també introduiria la marca "Ultra" per als processadors de gamma alta.

## Història

### Nucli
La marca Core original es refereix a les CPU x86 de doble nucli mòbil de 32 bits d'Intel, que derivaven dels processadors de la marca Pentium M. La família de processadors utilitzava una versió millorada de la microarquitectura Intel P6. Va sorgir paral·lelament a la microarquitectura NetBurst (Intel P68) de la marca Pentium 4 i va ser un precursor de la microarquitectura Core de 64 bits de les CPU de la marca Core 2. La marca Core tenia dues branques: la Duo (doble nucli) i Solo (Duo amb un nucli desactivat, que va substituir la marca Pentium M de processador mòbil d'un sol nucli). Intel va llançar la marca Core el 6 de gener de 2006, amb el llançament de la CPU Yonah de 32 bits – El primer processador mòbil (de baixa potència) de doble nucli d'Intel. El seu disseny de doble nucli s'assemblava molt a dues CPU de marca Pentium M interconnectades empaquetades com un xip de silici (IC) d'una sola matriu (peça). Per tant, la microarquitectura de 32 bits de les CPU de marca Core – contràriament al seu nom – tenia més en comú amb les CPU de marca Pentium M que amb la posterior microarquitectura Core de 64 bits de CPU de marca Core 2. Malgrat un important esforç de canvi de marca a partir de gener de 2006, algunes empreses van continuar comercialitzant ordinadors amb el nucli Yonah marcat com a Pentium M. La sèrie Core també és el primer processador Intel utilitzat com a CPU principal en un ordinador Apple Macintosh. El Core Duo va ser la CPU de la primera generació del MacBook Pro, mentre que el Core Solo va aparèixer a la línia Mac Mini d'Apple. Core Duo va significar l'inici del canvi d'Apple als processadors Intel a tota la línia Mac. El 2007, Intel va començar a marcar les CPU core Yonah destinades als ordinadors mòbils convencionals com a Pentium Dual-Core, que no s'han de confondre amb les CPU de microarquitectura Core de 64 bits d'escriptori també anomenades Pentium Dual-Core. El setembre de 2007 i el 4 de gener de 2008, van marcar la interrupció d'una sèrie de CPU de la marca Core, incloses diverses CPU Core Solo, Core Duo, Celeron i un xip Core 2 Quad.

### 2a generació

#### Core i3
Llançada el 20 de gener de 2011, la línia Core i3-2xxx de processadors d'escriptori i mòbils és una substitució directa dels models "Clarkdale" Core i3-5xx i "Arrandale" Core i3-3xxM del 2010, basats en la nova microarquitectura. Tot i que requereixen nous sòcols i chipsets, les característiques visibles per l'usuari del Core i3 no canvien en gran manera, inclosa la manca de suport per a Turbo Boost i AES-NI. A diferència dels processadors Celeron i Pentium basats en Sandy Bridge, la línia Core i3 admet les noves extensions vectorials avançades. Aquest processador en particular és el processador de nivell d'entrada d'aquesta nova sèrie de processadors Intel.

#### Core i7
La marca Core i7 va ser la gamma alta per als processadors d'escriptori i mòbils d'Intel, fins a l'anunci de l'i9 el 2017. Els seus models Sandy Bridge presenten la major quantitat de memòria cau L3 i la freqüència de rellotge més alta. La majoria d'aquests models són molt similars als seus germans Core i5 més petits. Els processadors mòbils Core i7-2xxxQM/XM de quatre nuclis segueixen els anteriors processadors Core i7-xxxQM/XM "Clarksfield", però ara també inclouen gràfics integrats.

### 3a generació
Ivy Bridge és el nom en clau d'una línia de processadors de "tercera generació" basada en el 22 procés de fabricació nm desenvolupat per Intel. Les versions mòbils de la CPU es van llançar l'abril de 2012 després de les versions d'escriptori el setembre de 2012.

### 4a generació
Haswell és la microarquitectura del processador Core de quarta generació i es va llançar el 2013.

### 5a generació
Broadwell és la microarquitectura del processador Core de cinquena generació i va ser llançada per Intel el 6 de setembre de 2014 i va començar a enviar-se a finals de 2014. És el primer a utilitzar un xip de 14 nm. A més, els processadors mòbils es van llançar el gener de 2015 i els processadors Desktop Core i5 i i7 es van llançar el juny de 2015.

### 14a generació
Raptor Lake Refresh és el nom en clau d'Intel per a la 14a generació de processadors Intel Core. És una actualització i es basa en la mateixa arquitectura de la 13a generació amb velocitats de rellotge de fins a 6 GHz al Core i9 13900K i 13900KF, 5,6 GHz al Core i7 13700K i 13700KF i 5,3 GHz al Core i5K i 13600KF 13600 així com UHD Graphics 770 en processadors que no són F. Encara es basen en el node de procés Intel 7. Presentades el 17 d'octubre de 2023, aquestes CPU estan dissenyades per al sòcol LGA 1700, que permet la compatibilitat amb les plaques base de les sèries 600 i 700.